# Бенефис (театр)
Московский драматический театр «Бенефис» п/р Анны Неровной — московский театр, основан в 1987 году как экспериментальный театр-студия вскоре после того, как его организатор Анна Неровная была удостоена приза за лучшую режиссуру современной драматургии на Международном театральном фестивале «Лефортовские игры — 87». Инициатива создания репертуарного театра в Новых Черёмушках исходила от Исполкома культуры района. Тогда же было выделено помещение по адресу ул. Гарибальди, д. 23, корп. 4. В 1991 году театр получил статус государственного и с тех пор финансируется правительством Москвы.

## Репертуар театра
- "другой Тургенев. Актриса" - мелодрама с мистикой по повести И.С.Тургенева «Клара Милич» («После смерти»)
- "Учитель химии" - спектакль-рассказ по пьесе Ярославы Пулинович
- «История С …» — комедия по пьесе «История с метранпажем» Александра Вампилова
- «Любовь. Фантазии. Инопланетяне» — по пьесе «Фантазии Фарятьева» Аллы Соколовой.
- «Невеста» — картины из провинциальной жизни Антон Чехов
- «Прикосновение» — история любви в конце войны Рустам Ибрагимбеков
- «Сватовство по-московски» — в двух частях мюзикл по сюжетам А. Островского Геннадий Гладков Юлий Ким
- «Убийство... по-французски» — комедия-детектив по пьесе «Дура» Марсель Ашар
- "Любовница" - современная драма по пьесе "Фантомные боли" (Василий Сигарев)
- «Легкомысленная комедия» — по пьесе «Как важно быть серьёзным» Оскар Уайльд

Спектакли для детей
- «Мой папа самый-самый» — сказка-мюзикл В. Улановский В. Орлов
- «Шлямпомпо» — музыкальная волшебно-фантастическая феерия О. Гарибова Р. Казакова
- «Волшебный Кракатук» — музыкальная сказка для семейного просмотра Юлий Ким

## Руководство театра
- Анна Неровная — художественный руководитель, заслуженный деятель искусств, заслуженная артистка РФ[1]

## Труппа
По состоянию на 7 июля 2021 года в труппу театра входят:
- Бабанов Юрий
- Бабич Виктор
- Бугаев Валентин
- Буданова Олеся
- Вакуленко Пётр
- Вяткин Пётр
- Галсанова (Гапоненко) Василиса
- Данилов Роман
- Дробиков Данила
- Дробышевская Ангелика
- Завьялова Кристина
- Значков Роман
- Ильмукова Олеся
- Киртоки Александра
- Комарова Яна
- Каштанова (Клешонкина) Мария
- Королёва Инна
- Кузьменко Кирилл
- Мансуров Самад
- Мехонцев Андрей
- Немоляева Анна
- Парцевский Ростислав
- Петухова Наталья
- Попов Иван
- Посаженникова Ольга
- Жижикина Алина
- Ракитин Максим
- Саркиц Сергей
- Свешников Владимир
- Смирнова Ирина
- Соколова Елена
- Сухачёва Валерия
- Усынина Дарья
- Фрисс Екатерина
- Цветкова Кристина
- Шестакова Ксения
- Щёкин Александр